# Oriol-en-Royans
Oriol-en-Royans är en kommun i departementet Drôme i regionen Auvergne-Rhône-Alpes i sydöstra Frankrike. Kommunen ligger i kantonen Saint-Jean-en-Royans som tillhör arrondissementet Valence. År 2022 hade Oriol-en-Royans 513 invånare.

## Befolkningsutveckling
Antalet invånare i kommunen Oriol-en-Royans
Referens:INSEE